# 中国人民解放军骑兵第二师
中国人民解放军骑兵第二师，是一个曾经存在于中国人民解放军的骑兵师。

## 历史概述
其前身为綏蒙軍區騎兵第2旅。1948年9月，騎二旅撥歸西北野戰軍建制，稱西北野戰軍騎兵第二旅，所屬二團與隴東部隊一起肅清當地反動地方武裝、保甲團，牽制馬鴻逵部，配合主力作戰。二團赴蒲城縣高繞鎮配合一、四軍在銅川、耀縣一帶活動。1948年底，騎二旅參加了渭北戰役。1949年2月16日，騎兵第二旅改稱騎兵第二師，習慣上仍稱「騎二旅」，轄3個團，原騎二團改稱騎四團（後來的五十九團），原騎四團改稱騎五團（後來的六十團），原騎六團番號未變。師長王智，政治委員王再興/惠志高，副師長李振海，參謀長陳壽亭，副政委兼政治部主任惠志高。7月4月，騎二師隨十九兵團進入甘肅，參加了解放寧縣、鎮原。作為西北軍區的機動部隊，活動於甘肅寧夏之間。1950年春夏，進入平涼、固原平定叛亂。1950年11月，在甘肅固原縣撤銷騎兵第二師建制，以師部為基礎組建西北軍區騎兵司令部，蘇鰲任司令員，騎二師師長王智任副司令員。所轄第四團改稱西北軍區獨立騎兵團（1952年6月改稱西北獨立騎兵第四團駐寧夏），第五團與第六團合併稱西北軍區獨立騎兵第六團（l952年6月改稱西北軍區獨立騎兵第一團），移防甘肅康樂、臨潭一帶執行剿匪任務。

## 沿革
- 绥蒙军区骑兵第二旅——（1945年7月-1948年9月）
- 西北野战军骑兵第二旅——（1948年9月-1949年2月16日）
- 中国人民解放军骑兵第二师——（1949年2月16日-1950年11月）